# Alfred H. Barr Jr.
Alfred Hamilton Barr Jr. (28 de janeiro de 1902 - 15 de agosto de 1981) foi um historiador de arte americano e o primeiro diretor do Museu de Arte Moderna de Nova Iorque. A partir dessa posição, ele foi uma das forças mais influentes no desenvolvimento de atitudes populares em relação à arte moderna; por exemplo, sua organização da grande exibição de Van Gogh de 1935, nas palavras da autora Bernice Kert, foi "um precursor da influência que Van Gogh tem até hoje sobre a imaginação contemporânea".

## Infância e educação
Barr formou-se na Boys' Latin School of Maryland. Barr recebeu seu bacharelado em 1923 e seu mestrado em 1924 pela Universidade de Princeton, onde estudou história da arte com Frank Jewett Mather e Charles Rufus Morey. Em 1924, ele começou o doutorado em Harvard, mas saiu depois de concluir os requisitos do curso de doutorado para prosseguir o ensino. Ele não recebeu seu doutorado até 1946.

## Carreira
Barr foi contratado como professor associado para ensinar história da arte no Wellesley College em 1926, onde, no mesmo ano, ofereceu o primeiro curso de graduação em arte moderna, "Tradição e Revolta na Pintura Moderna". Este curso foi notável não apenas pela novidade de seu assunto, mas também por sua pedagogia não convencional: Barr referiu todos os nove alunos da turma como "corpo docente", tornando-os responsáveis por dominar e ensinar parte do conteúdo do curso. Embora, por seu título, o curso tenha ostensivamente focado na pintura, Barr achou que era necessário um amplo entendimento da cultura para entender qualquer disciplina artística individual e, portanto, a turma também estudou design, arquitetura, cinema, escultura e fotografia. Não havia leitura obrigatória, além de Vanity Fair, The New Yorker e The New Masses, e as inúmeras viagens de classe não eram para locais típicos de interesse histórico da arte. Por exemplo, em uma viagem a Cambridge, a turma repassou a riqueza dos museus de Harvard para experimentar o "requintado virtuosismo estrutural", nas palavras de Barr, da fábrica de doces Necco.
Em 1929, Barr recebeu uma Carnegie Fellowship, que pretendia usar para completar os requisitos de seu doutorado, escrevendo uma dissertação durante o ano acadêmico seguinte sobre arte moderna e cubismo na Universidade de Nova York. Mas grandes ambições o obrigaram a arquivar essa intenção quando Anson Conger Goodyear, agindo por recomendação de Paul J. Sachs, ofereceu a Barr a direção do recém-fundado Museu de Arte Moderna. Supondo que o cargo em agosto de 1929 tivesse apenas 27 anos, as realizações de Barr nele se acumularam rapidamente; o Museu realizou sua primeira exposição de empréstimos em novembro, nos pós-impressionistas Van Gogh, Cézanne, Gauguin e Seurat. Talvez a realização mais memorável e duradoura de Barr em sua capacidade de diretoria tenha sido a retrospectiva de Picasso de 1939 a 1940, que causou uma reinterpretação do trabalho do artista e estabeleceu o modelo para todas as retrospectivas futuras do Museu.
Em 1930, Barr casou-se com Margaret Scolari, que ele conheceu na exposição inaugural do MoMA em 1929.
Segundo Sybil Gordon Kantor em seu livro Alfred H. Barr Jr. and the Intellectual Origins of the Museum of Modern Art, Frank Crowninshield, crítico de arte, jornalista e editor da Vanity Fair, foi um dos mentores de Barr e um dos membros fundadores do Museu de Arte Moderna, juntamente com vários outros.
Em 1941, em colaboração com sua esposa e Varian Fry, ele ajudou muitos artistas a fugir da França, ocupados pelos nazistas, sendo um deles Marc Chagall. Barr ajudou a obter vistos americanos, bem como o patrocínio de 3 mil dólares solicitados para obter o visto.
Em 1943, o presidente do Museu de Arte Moderna, Stephen Carlton Clark, demitiu Barr do cargo de diretor, embora tenha sido autorizado a permanecer como diretor consultivo (trabalhando com seu sucessor, Rene d'Harnoncourt); mais tarde, Barr recebeu o título de diretor de coleções. Quando Barr deixou o MoMA, em 1968, a arte moderna seria considerada um campo de estudo histórico-artístico legítimo, como em épocas anteriores, como o Renascimento. Ele foi eleito membro da Academia Americana de Artes e Ciências em 1952.
Em reconhecimento ao legado de Barr como historiador da arte e primeiro diretor do MoMA, a College Art Association estabeleceu o Prêmio Alfred H. Barr Jr. para bolsas de estudos em museus em 1980. O prêmio é concedido anualmente ao autor de um excelente catálogo produzido em um museu, biblioteca ou coleção pública ou privada.

## Obras selecionadas

### Livros
- Picasso: Fifty Years of His Art (1946)
- Matisse, His Art and His Public (1951)
- Cubism and Abstract Art. Cambridge: Belknap Press (1986). ISBN 0-674-17935-8
- Art in America in Modern Times (1934)

### Ensaios
- "Crônicas". Painting and Sculpture in The Museum of Modern Art 1929–1967. Nova Iorque: Museu de Arte Moderna, 1977, 619-650.